# Communauté d’agglomération Grand Paris Sud Seine-Essonne-Sénart
Die Communauté d’agglomération Grand Paris Sud Seine-Essonne-Sénart (offizielle Schreibweise: Communauté d’agglomération Grand Paris Sud Seine Essonne Sénart, inoffiziell verkürzt auch: Communauté d’agglomération Grand Paris Sud) ist ein französischer Gemeindeverband mit der Rechtsform einer Communauté d’agglomération in den Départements Essonne und Seine-et-Marne in der Region Île-de-France. Der Gemeindeverband wurde am 15. Dezember 2015 gegründet und besteht heute aus 23 Gemeinden. Der Verwaltungssitz befindet sich im Ort Évry-Courcouronnes. Die Besonderheit liegt in der Département-übergreifenden Organisation der Gemeinden.

## Historische Entwicklung
Der Gemeindeverband entstand mit Wirkung vom 1. Januar 2016 aus der Fusion der Vorgängerorganisationen
- Communauté d’agglomération Évry Centre Essonne,
- Communauté d’agglomération de Seine-Essonne,
- Communauté d’agglomération Sénart en Essonne und
- Communauté d’agglomération de Sénart

Mit Wirkung vom 1. Januar 2019 wurden die bis dahin selbstständigen Gemeinden Évry und Courcouronnes zur Commune nouvelle Évry-Courcouronnes zusammengelegt, die in den Gemeindeverband aufgenommen wurde und den Verwaltungssitz übernahm. Dies reduzierte die Anzahl der Gemeinden des Gemeindeverbands von 24 auf 23.

## Mitgliedsgemeinden
| Gemeinde                                                        | Einwohner 1. Januar 2022 | Fläche km² | Dichte Einw./km² | Code INSEE | Postleitzahl | Département    |
| --------------------------------------------------------------- | ------------------------ | ---------- | ---------------- | ---------- | ------------ | -------------- |
| Bondoufle                                                       | 10.833                   | 6,76       | 1.603            | 91086      | 91070        | Essonne        |
| Cesson                                                          | 11.141                   | 6,98       | 1.596            | 77067      | 77240        | Seine-et-Marne |
| Combs-la-Ville                                                  | 22.712                   | 14,48      | 1.569            | 77122      | 77380        | Seine-et-Marne |
| Corbeil-Essonnes                                                | 53.712                   | 11,01      | 4.878            | 91174      | 91100        | Essonne        |
| Étiolles                                                        | 3.100                    | 11,65      | 266              | 91225      | 91450        | Essonne        |
| Évry-Courcouronnes                                              | 66.700                   | 12,70      | 5.252            | 91228      | 91000        | Essonne        |
| Grigny                                                          | 26.500                   | 4,87       | 5.441            | 91286      | 91350        | Essonne        |
| Le Coudray-Montceaux                                            | 4.738                    | 11,44      | 414              | 91179      | 91830        | Essonne        |
| Lieusaint                                                       | 14.096                   | 11,97      | 1.178            | 77251      | 77127        | Seine-et-Marne |
| Lisses                                                          | 7.295                    | 10,40      | 701              | 91340      | 91090        | Essonne        |
| Moissy-Cramayel                                                 | 18.498                   | 14,28      | 1.295            | 77296      | 77550        | Seine-et-Marne |
| Morsang-sur-Seine                                               | 584                      | 4,39       | 133              | 91435      | 91250        | Essonne        |
| Nandy                                                           | 6.322                    | 8,56       | 739              | 77326      | 77176        | Essonne        |
| Réau                                                            | 2.045                    | 13,32      | 154              | 77384      | 77550        | Seine-et-Marne |
| Ris-Orangis                                                     | 30.283                   | 8,71       | 3.477            | 91521      | 91130        | Seine-et-Marne |
| Saint-Germain-lès-Corbeil                                       | 7.471                    | 4,93       | 1.515            | 91553      | 91250        | Essonne        |
| Saint-Pierre-du-Perray                                          | 12.071                   | 11,59      | 1.042            | 91573      | 91280        | Essonne        |
| Saintry-sur-Seine                                               | 5.853                    | 3,29       | 1.779            | 91577      | 91250        | Essonne        |
| Savigny-le-Temple                                               | 30.630                   | 11,97      | 2.559            | 77445      | 77176        | Seine-et-Marne |
| Soisy-sur-Seine                                                 | 7.370                    | 8,56       | 861              | 91600      | 91450        | Essonne        |
| Tigery                                                          | 4.359                    | 8,64       | 505              | 91617      | 91250        | Essonne        |
| Vert-Saint-Denis                                                | 9.057                    | 16,13      | 562              | 77495      | 77240        | Seine-et-Marne |
| Villabé                                                         | 5.654                    | 4,56       | 1.240            | 91659      | 91100        | Essonne        |
| Communauté d’agglomération Grand Paris Sud Seine-Essonne-Sénart | 361.024                  | 221,19     | 1.632            | –          | –            | –              |